# Planemo

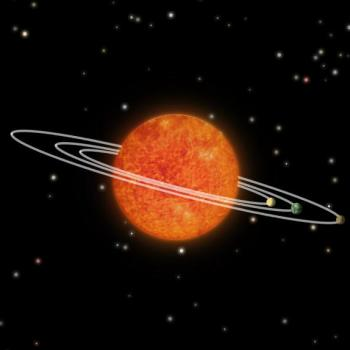
Planemo Cha-110913-773444

Een planemo (planetary mass object) is een verzamelterm die gebruikt wordt om hemellichamen aan te duiden met een massa zoals die van een planeet. Het gaat om objecten die enerzijds groter zijn dan de planetoïden met een onregelmatige vorm, maar anderzijds nooit massief genoeg waren om tot kernfusie te komen. Bruine dwergen worden dan ook niet met deze definitie gevat. Planeten en dwergplaneten zijn dan planemo’s die rond een ster draaien. De term "planemo" is niet officieel vastgelegd door de Internationale Astronomische Unie, maar wordt gaandeweg wel meer gebruikt.

## Oorsprong van de term
In de aanloop naar de discussie over de betekenis van de term “planeet” - uiteindelijk pas beslecht in augustus 2006 - stelde Gibor Basri, astronomieprofessor aan de Universiteit van Californië in Berkeley in november 2003 de volgende termen voor :
- fusor : een hemellichaam dat in de loop van zijn levensduur tot kernfusie komt. Daar horen dus ook de bruine dwergen bij.
- planemo : een bolvormige niet-fusor
- planeet : een planemo die rond een fusor draait

De behoefte aan een nieuwe term ontstond toen einde 1999 steeds meer planeetachtige hemellichamen werden ontdekt, die niet rond een ster draaiden. Men ontdekte deze hemellichamen in regio’s waar veel stervorming plaatsvindt. Benamingen die hiervoor gebruikt worden zijn onder andere free-floating planets, planetars, isolated planetary mass objects; nu worden deze solitaire planeet genoemd.

## Ontstaan en voorkomen
Het bestaan zelf van deze planetairemassaobjecten is moeilijk te verklaren met de gangbare theorieën over het ontstaan van sterren en planeten. Het is onduidelijk of ze voortkomen uit de protoplanetaire schijf die rond nieuwe sterren ontstaat, en vervolgens uit dit systeem worden weggeprojecteerd door alle onderlinge interacties tussen de sterren uit de cluster. Ofwel of ze gewoon gelijktijdig en op dezelfde manier ontstaan zoals de sterren zelf tijdens het stervormingsproces.
Zoals planeten komen planemo’s voor in de grootteordes tot 12 Jupiters. Vanaf een massa van 12 tot 75 Jupiters ontstaat wel een beperkte kernfusie wat leidt tot bruine dwergen. Na maximaal 30 miljoen jaar koelen deze af zoals planeten. Een massa van meer dan 75 Jupiters leidt tot het ontstaan van sterren, omdat pas dan de temperaturen in de kern hoog genoeg zijn voor een waterstofkernfusie die langere tijd kan doorgaan.
In de stervormingsgebieden Orion en Chamaeleon I werden tientallen geïsoleerde “planeten” ontdekt en honderden bruine dwergen. Alle tot hiertoe ontdekte zogenaamde planemo’s zijn jonge hemellichamen, minder dan 5 miljoen jaren oud. Hoe jonger ze zijn, hoe beter ze ontdekt kunnen worden omdat ze dan nog helderder en warmer zijn. De massa kan met ontwikkelingsmodellen berekend worden aan de hand van hun ouderdom, afstand, helderheid en kleur. Men kan zo berekenen dat de massa van de ontdekte planemo’s varieert tussen 3 tot 12 Jupiters.

## Recente ontdekkingen
In oktober 2000 werden 18 planemo’s ontdekt in de open sterrenhoop Sigma Orionis. Deze sterrenhoop is slechts 3 miljoen jaar oud, maar die tijd volstaat voor het vormen van rotsachtige planeten.
Ook werden er door ESA dubbelplanemo's ontdekt in 2006.